# Hell's Kitchen (2.ª temporada)
A segunda temporada de Hell's Kitchen estreou a 2 de janeiro de 2022 na SIC, com a apresentação de Ljubomir Stanisic. É baseado no formato britânico Hell's Kitchen.

## Emissão e apresentador
A 2.ª temporada conta com a apresentação de Ljubomir Stanisic e é emitida aos domingos na SIC às 22h15.

## Concorrentes
| Concorrente                                    | Sem 1           | Sem 2                  | Sem 3 - Sem 4          | Sem 5 -                | Resultado              |
| ---------------------------------------------- | --------------- | ---------------------- | ---------------------- | ---------------------- | ---------------------- |
| Rosa Branca, 47, Leiria                        | Equipa Azul     | Eliminada na 1ª Semana | Eliminada na 1ª Semana | Eliminada na 1ª Semana | Eliminada na 1ª Semana |
| João Durão, 46, Marvão                         | Equipa Vermelha | Equipa Vermelha        | Eliminado na 2ª Semana | Eliminado na 2ª Semana | Eliminado na 2ª Semana |
| Vítor Baldini, 26, Sintra                      | Equipa Azul     | Equipa Azul            | Equipa Azul            | Eliminado na 3ª Semana | Eliminado na 3ª Semana |
| Fabíola Estrela, 43, Bahia                     | Equipa Azul     | Equipa Azul            | Equipa Azul            | Eliminada na 3ª Semana | Eliminada na 3ª Semana |
| Maria Inês Bouças, 23, Oeiras                  | Equipa Vermelha | Equipa Vermelha        | Equipa Azul            | Eliminada na 4ª Semana | Eliminada na 4ª Semana |
| Rafael Pombeiro, 25, Moita                     | Equipa Azul     | Equipa Azul            | Equipa Azul            | Equipa Azul            | Eliminado na 5ª Semana |
| Gonçalo Ribeiro, 20,                           | Equipa Azul     | Equipa Azul            | Equipa Azul            | Equipa Azul            | Em jogo                |
| Patrícia Gerardo, 28, Benedita                 | Equipa Azul     | Equipa Azul            | Equipa Azul            | Equipa Azul            | Em jogo                |
| Pedro Coelho, 24, Porto                        | Equipa Azul     | Equipa Azul            | Equipa Azul            | Equipa Azul            | Em jogo                |
| Viktoriia Marchuk, 30, Oliveira do Bairro      | Equipa Azul     | Equipa Azul            | Equipa Azul            | Equipa Azul            | Em jogo                |
| Mathieu Gomes, 24, Paris                       | Equipa Vermelha | Equipa Vermelha        | Equipa Vermelha        | Equipa Vermelha        | Em jogo                |
| Catarina Rodrigues, 22, Almeirim               | Equipa Vermelha | Equipa Vermelha        | Equipa Vermelha        | Equipa Vermelha        | Em jogo                |
| Tiago Madeira, 21, Loures                      | Equipa Vermelha | Equipa Azul            | Equipa Vermelha        | Equipa Vermelha        | Em jogo                |
| Maurício Horsth ("MauMau"), 33, Rio de Janeiro | Equipa Vermelha | Equipa Vermelha        | Equipa Vermelha        | Equipa Azul            | Em jogo                |
| Carlos Fernandes, 25, Açores                   | Equipa Vermelha | Equipa Vermelha        | Equipa Vermelha        | Equipa Vermelha        | Em jogo                |
| Olga Faria, 41, Lagoa                          | Equipa Vermelha | Equipa Vermelha        | Equipa Vermelha        | Equipa Vermelha        | Em jogo                |
| Vanessa Fernandes, 32, Salvaterra de Magos     | Equipa Vermelha | Equipa Vermelha        | Equipa Vermelha        | Equipa Vermelha        | Em jogo                |

## Eliminações
|           | Sem 1  | Sem 2 | Sem 2 | Sem 3 | Sem 3 | Sem 4 | Sem 4 | Sem 5 | Sem 5 | Sem 6 | Sem 6 | Sem 7 | Sem 7 | Sem 8 | Sem 8 | Sem 9 | Sem 9 | Sem 10 | Sem 10 |
| --------- | ------ | ----- | ----- | ----- | ----- | ----- | ----- | ----- | ----- | ----- | ----- | ----- | ----- | ----- | ----- | ----- | ----- | ------ | ------ |
| Gonçalo   | 9 / 10 | X     |       | X     | X     | X     | 3-    | X     |       |       |       |       |       |       |       |       |       |        |        |
| Mathieu   | 8 / 10 | X     | X     | X     |       | X     |       | X     |       |       |       |       |       |       |       |       |       |        |        |
| MauMau    | 3 / 10 | X     | X     | X     |       | X     |       | X     |       |       |       |       |       |       |       |       |       |        |        |
| Patrícia  | 5 / 10 | X     |       | X     | X     | X     | X     | X     |       |       |       |       |       |       |       |       |       |        |        |
| Tiago     | 5 / 10 | X     |       | X     |       | X     |       | X     |       |       |       |       |       |       |       |       |       |        |        |
| Vanessa   | 5 / 10 | X     | X     | X     |       | X     |       | X     |       |       |       |       |       |       |       |       |       |        |        |
| Carlos    | 5 / 10 | X     | X     | X     |       | X     |       | X     |       |       |       |       |       |       |       |       |       |        |        |
| Catarina  | 4 / 10 | X     | X     | X     |       | X     |       | X     |       |       |       |       |       |       |       |       |       |        |        |
| Olga      | 6 / 10 | X     | 3-    | X     |       | X     |       | X     | 4-    |       |       |       |       |       |       |       |       |        |        |
| Viktoriia | 4 / 10 | X     |       | X     | 4-    | X     | 3-    | X     | 4-    |       |       |       |       |       |       |       |       |        |        |
| Pedro     | 7 / 10 | X     |       | X     | 4-    | X     | X     | X     | 4-    |       |       |       |       |       |       |       |       |        |        |
| Rafael    | 5 / 10 | X     |       | X     | X     | X     | X     | X     | 4-    |       |       |       |       |       |       |       |       |        |        |
| Maria     | 2 / 10 | X     | 3-    | X     | X     | X     | 3-    |       |       |       |       |       |       |       |       |       |       |        |        |
| Estrela   | 2 / 10 | X     |       | X     | 4-    |       |       |       |       |       |       |       |       |       |       |       |       |        |        |
| Baldini   | 4 / 10 | X     |       | X     | 4-    |       |       |       |       |       |       |       |       |       |       |       |       |        |        |
| Durão     | 6 / 10 | X     | 3-    |       |       |       |       |       |       |       |       |       |       |       |       |       |       |        |        |
| Branca    | X      |       |       |       |       |       |       |       |       |       |       |       |       |       |       |       |       |        |        |

Legenda
     Equipa perdedora / Concorrente eliminado
     2/3 piores concorrentes
     Equipa vencedora / Salvo
     Imune

## Episódios
| #  | ## | Título       | Exibição original    | Audiências (em milhões) |
| -- | -- | ------------ | -------------------- | ----------------------- |
| 13 | 1  | "Episódio 1" | 2 de janeiro de 2022 | ASD                     |

## Audiências
| Nº do Episódio | Data de Transmissão     | Rating | Share | Pico de audiência | Pico de audiência | Ref.  |
| Rating         | Share                   |        |       |                   |                   |       |
| -------------- | ----------------------- | ------ | ----- | ----------------- | ----------------- | ----- |
| 1              | 2 de janeiro de 2022    | 12%    | 21.4% | 13.3%             | 24.2%             | [ 4 ] |
| 2              | 9 de janeiro de 2022    | 8.4%   | 18.9% | ...               | ...               | [ 5 ] |
| 3              | 16 de janeiro de 2022   | 7%     | 15.6% | ...               | ...               | [ 6 ] |
| 4              | 23 de janeiro de 2022   | 5.6%   | 15.6% |                   |                   |       |
| 5              | 06 de fevereiro de 2022 | 5.8%   | 14.5% |                   |                   | [ 7 ] |
| 6              | 13 de fevereiro de 2022 | 6.2%   | 14.7% |                   |                   | [ 8 ] |
| Total          | Total                   | ...    | ...   | ...               | ...               | ...   |